# Charlize van Zyl
Charlize van Zyl (ur. 19 września 1999) – południowoafrykańska szachistka, mistrzyni międzynarodowa od 2013 roku.

## Kariera szachowa
Reprezentowała narodowe barwy na olimpiadzie szachowej w 2018 i 2022 roku. Zajęła drugie miejsce w sekcji kobiet w mistrzostwach Afryki w 2022 roku. Wzięła udział w mistrzostwach świata kobiet w 2023 roku, gdzie przegrała w pierwszej rundzie z Nurgyul Salimova.
Najwyższy ranking w dotychczasowej karierze osiągnęła 1 maja 2024 roku, z wynikiem 1940 punktów.